# Frango-d’água-d’asa-branca
O Frango-d’água-d’asa-branca (Sarothrura ayresi) é uma espécie de ave da família Sarothruridae.
Pode ser encontrada nos seguintes países: Etiópia, África do Sul, Zâmbia e Zimbabwe.
Os seus habitats naturais são: campos rupestres subtropicais ou tropicais.
Está ameaçada por perda de habitat.